# Lutero Luiz
Luthero Luiz (São Gabriel, 5 de janeiro de 1931 — Rio de Janeiro, 20 de fevereiro de 1990) foi um ator brasileiro, em alguns filmes creditado como Gerson Luís.

## Biografia
Formado em artes cênicas,  em Porto Alegre, começou como ator de rádio em 1952. Transferiu-se para São Paulo no início dos anos 1960.
Especializou-se em interpretar personagens simples e de forte apelo regional nas muitas novelas e nos mais de 15 filmes que realizou. No cinema,  destacou-se  em comédias como Vai Trabalhar Vagabundo; O Crime do Zé Bigorna; Guerra Conjugal; Ladrões de Cinema e Se Segura, Malandro!. Também atuou em dois dos filmes dos Trapalhões, Aladin e a Lâmpada Maravilhosa e O Cangaceiro Trapalhão, ambos interpretando um vilão.
Também fez uma participação na minissérie O Tempo e o Vento produzida e exibida pela Rede Globo entre 22 de abril a 31 de maio de 1985, em 26 capítulos, cujo personagem chamava-se Fandango que aparecia na 4° fase da minissérie.
Em telenovelas seus personagens mais marcantes foram;  Lulu Gouveia,  em O Bem-Amado; Marciano, em  Pecado Capital; coronel Manuel das Onças, em  Gabriela; o amigo Bodão de Sassá Mutema, em O Salvador da Pátria, e seu último personagem, o jardineiro Bastião, de O Sexo dos Anjos.
Morreu no dia 20 de fevereiro de 1990, de câncer no fígado, no Hospital da Beneficência Portuguesa, na Glória, Rio de Janeiro, deixando em Porto Alegre duas filhas do primeiro casamento e, no Rio , uma do segundo.  Seu personagem na novela O Sexo dos Anjos (1989/1990)", então em andamento, teve de sair da trama e foi inventada uma viagem de última hora quando ele ganhava na loteria. Foi sepultado no Cemitério de São João Batista, em Botafogo, no Rio de Janeiro.

## Cinema
- Vai Trabalhar, Vagabundo II (1991)
- Solidão, uma Linda História de Amor (1989)
- Luar Sobre Parador (1988)
- Romance da Empregada (1987)
- Ele, o Boto (1987)
- Ópera do Malandro (1986)
- O Rei do Rio (1985)
- Pedro Mico (1985)
- Para Viver um Grande Amor (1984)
- Amenic - Entre o Discurso e a Prática (1984)
- O Cangaceiro Trapalhão (1983)
- Gabriela, Cravo e Canela (1983)
- O Mágico e o Delegado (1983)
- Índia, a Filha do Sol (1982)
- O Santo e a Vedete (1982)
- Dora Doralina (1982)
- Parceiros da Aventura (1980)
- O Coronel e o Lobisomem (1979)
- Se Segura, Malandro! (1978) ... Alcebíades[3]
- Ladrões de Cinema (1977)
- Barra Pesada (1977)
- Simbad, O Marujo Trapalhão (1976)
- Guerra Conjugal (1975)
- Costinha o Rei da Selva (1975)
- O Marginal (1974)
- Motel (1974)
- A Rainha Diaba (1974)
- Vai Trabalhar, Vagabundo (1973)
- Aladim e a Lâmpada Maravilhosa (1973)
- A Marcha (1972)
- O Jogo da Vida e da Morte (1972)
- Pára, Pedro! (1969)

## Televisão
- 1989 O Sexo dos Anjos - Bastião
- 1989 O Salvador da Pátria - Bodão
- 1988 Vale Tudo - Seu Vargas
- 1988 Fera Radical- Juiz
- 1987 O Outro - Demerval
- 1986 Selva de Pedra - Padre Jaime
- 1986 Sítio do Picapau Amarelo - Zé
- 1985 Grande Sertão: Veredas - Garanço
- 1985 Roque Santeiro - Dr. Cazuza
- 1985 O Tempo e o Vento - Fandango
- 1984 Corpo a Corpo - Madureira [4]
- 1980 O Bem-Amado - Lulu Gouveia
- 1979 Plantão de Polícia - Bezerra
- 1977 Sem Lenço, Sem Documento - Cláudio
- 1976 O Casarão - Afonso Estradas
- 1975 Pecado Capital - Marciano
- 1975 Roque Santeiro - Florindo Abelha
- 1975 Escalada - Miguel Pereira
- 1974 Caso Especial (O Crime do Zé Bigorna) - Zarolho
- 1974 O Espigão - Gigante
- 1973 O Bem-Amado (telenovela) - Lulu Gouveia
- 1969 João Juca Jr.  (Rede Tupi)
- 1966 Redenção (TV Excelsior)